# Sacha Modolo
Sacha Modolo (ur. 19 czerwca 1987 w Conegliano) – włoski kolarz szosowy.

## Najważniejsze osiągnięcia
2009
- 1. miejsce w Giro del Belvedere
- 1. miejsce w Gran Premio della Liberazione

2010
- 4. miejsce w Mediolan-San Remo

2011
- 2. miejsce w Ronde van Drenthe
- 1. miejsce na 5. i 9. etapie Tour of Qinghai Lake
- 1. miejsce na 6. etapie Brixia Tour
- 1. miejsce na 1. i 4. etapie Post Danmark Rundt
- 1. miejsce w Coppa Agostoni
- 1. miejsce na 2. i 3. etapie Settimana Ciclistica Lombarda
- 1. miejsce na 1. i 3. etapie Giro di Padania

2012
- 1. miejsce w Coppa Bernocchi
- 1. miejsce na 3. i 6. etapie Österreich-Rundfahrt
- 1. miejsce na 6. etapie Tour of Turkey
- 1. miejsce na 2. etapie Giro di Padania

2013
- 1. miejsce w Coppa Bernocchi
- 1. miejsce na 2. etapie Tour de San Luis
- 1. miejsce na 1., 4., 8., 9., 11. i 12. etapie Tour of Qinghai Lake
- 1. miejsce w Memorial Marco Pantani

2014
- 8. miejsce w Mediolan-San Remo
- 1. miejsce na 5. etapie Tour de Suisse
- 1. miejsce na 5. etapie Tour of Beijing
- 1. miejsce w Trofeo Palma
- 1. miejsce w Trofeo Ses Salines
- 1. miejsce na 2. i 3. etapie Driedaagse De Panne-Koksijde
- 1. miejsce na 1. etapie Volta ao Algarve

2015
- 1. miejsce na 13. i 17. etapie Giro d’Italia
- 1. miejsce w Tour of Hainan
  - 1. miejsce na 3. i 4. etapie
- 1. miejsce na 5. etapie Tour of Tourkey

2016
- 1. miejsce na 4. i 7. etapie Tour of Turkey

2017
- 1. miejsce na 1. i 6. etapie Tour of Croatia
- 1. miejsce w Grosser Preis des Kantons Aargau
- 1. miejsce na 2. etapie Tour de Pologne
- 3. miejsce w Coppa Bernocchi

2018
- 1. miejsce na 3. etapie Vuelta a Andalucía
- 7. miejsce w EuroEyes Cyclassics

2021
- 1. miejsce na 3. etapie Tour de Luxembourg

## Starty w Wielkich Tourach
| Grand Tour | 2010 | 2011 | 2012 | 2013 | 2014 | 2015 | 2016 | 2017 | 2018 | 2019 | 2020 | 2021 | 2022 |
| ---------- | ---- | ---- | ---- | ---- | ---- | ---- | ---- | ---- | ---- | ---- | ---- | ---- | ---- |
| Giro       | WD   | WD   | 138. | 125. | -    | 126. | 84.  | DNF  | 88.  | DNF  | -    | -    | 114. |
| Tour       | -    | -    | -    | -    | DNF  | -    | -    | -    | -    | -    | -    | -    | -    |
| Vuelta     | -    | -    | -    | -    | -    | -    | -    | 131. | -    | -    | -    | DNF  | -    |

## Rankingi
| Rok                | 2008 | 2009 | 2010 | 2011 | 2012 | 2013 | 2014 | 2015 | 2016 | 2017 | 2018 | 2019  | 2020  |
| ------------------ | ---- | ---- | ---- | ---- | ---- | ---- | ---- | ---- | ---- | ---- | ---- | ----- | ----- |
| UCI World Calendar |      | -    | 75.  |      |      |      |      |      |      |      |      |       |       |
| UCI World Tour     |      |      |      |      |      |      | 94.  | 86.  | 129. | 99.  | 101. |       |       |
| World Ranking      |      |      |      |      |      |      |      |      | 181. | 85.  | 202. | 1713. | 1453. |
| UCI Europe Tour    | 341. | 106. | 127. | 9.   | 22.  | 19.  |      |      | 225. | 92.  | 800. | 1134. | 1091. |
| UCI Asia Tour      | -    | -    | -    | 41.  | -    | 12.  |      |      | 158. | 350. | -    |       |       |
| UCI America Tour   | -    | -    | -    | -    | -    | 70.  |      |      | -    | -    | -    |       |       |
|                    |      |      |      |      |      |      |      |      |      |      |      |       |       |
| Źródło: UCI        |      |      |      |      |      |      |      |      |      |      |      |       |       |